# Sphaeridium marginatum
Sphaeridium marginatum är en skalbaggsart som beskrevs av Fabricius 1787. Sphaeridium marginatum ingår i släktet Sphaeridium och familjen palpbaggar. Arten är reproducerande i Sverige. Inga underarter finns listade i Catalogue of Life.